# Fil·loxera de la vinya
La fil·loxera de la vinya (Daktulosphaira vitifoliae) és una espècie d'hemípter estenorrinc de la família dels fil·loxèrids. Es tracta d'un fitòfag associat a espècies de plantes del gènere Vitis i ataca les arrels de l'espècie europea de la vinya (Vitis vinifera) i també ataca la part aèria de les espècies de vinya d'origen americà com són Vitis rupestris, V. berlandieri i V. riparia.
La fil·loxera és originària d'Amèrica del Nord i es va estendre a Europa a partir de la meitat del segle xix, on va provocar la destrucció del mode de vida de molts agricultors en destruir les vinyes, i va contribuir a l'èxode rural. Actualment, es troba en tots els països vitícoles del món. En poc temps provoca danys greus a les arrels i com a conseqüència la mort de la planta atacada, exceptuant la d'algunes espècies de vinya originàries d'Amèrica del Nord.
La fil·loxera és un petit insecte emparentat amb els pugons. Fa de 0,5 a 1,5 mil·límetres de longitud. Els exemplars àpters poden ser femelles partenogenètiques i mascles sexúpars (originats sexualment), els alats són femelles sexúpares. S'alimenta xuclant saba de les arrels de les vinyes, produint atacs massius que maten la planta. Les plantes afectades es poden identificar fàcilment, ja que es formen unes gal·les a les fulles. Aquestes gal·les es formen per les mossegades de la fil·loxera, que provoquen a la planta una reacció que fa que produeixi una gran quantitat de cèl·lules. A l'interior hi ha les larves, que s'alimenten de la saba.
Va ser descrita per primer cop pel nord-americà Asa Fitch el qual el va anomenar Pemphigus vitifoliae (1854). Més tard, però, la va analitzar Henry Schimer i, veient diferències amb els altres individus del gènere Pemphigus, l'anomenà Dactylosphaera vitifoliae. També va ser anomenat Rhizaphis vastatrix pel francès Planchon (1868). Actualment, però el nom més utilitzat és Dactylosphaera vitifoliae.
Hi ha una escala per mesurar el grau de resistència de les diferents espècies de vinya envers la fil·loxera, l'anomenat índex de Ravaz. Està numerat del zero (la resistència del cep europeu, Vitis vinifera) al vint (la resistència del cep de l'espècie americana Vitis rotundifolia).

## Descripció
La fil·loxera es tracta d’un insecte hemípiter de petita dimensió que es distingeix per una gran voracitat, ja que per alimentar-se xucla la saba de les plantes de vinya. Aquesta espècie te polimorfisme, per tant, hi ha formes amb ales, sense ales, adults, larves, que viuen a les fulles, que viuen a les arrels etc. També cal esmentar que és una espècie amb una gran condició de reproducció, que la realitza per via sexual o per partenpogènesi. S'ha arribat a calcular que d’un sol ou poden arribar a sortir dotzenes de milions d’aquests petits i voraços insectes.
La fil·loxera presenta individus amb característiques diferents, segons el seu sexe i la seva funció. Tot i això, tots els individus són d'un color groc verdós. Les principals característiques dels diferents individus són aquestes:
- Fundatriu: Àptera. Entre 1 i 1,5 mm
- Fundatrígenes: Àpteres. De 0,5 a 1 mm
- Femelles ginèfores i andròfores: Alades. 1 mm aproximadament tenint en compte les ales.
- Mascles i femelles sexuats: Àpters. Uns 0,5 mm aproximadament

Els exemplars radicícoles són més allargats, i està més segmentat. Els gal·lícoles, en canvi, són més arrodonits i no tenen el cap ben diferenciat de la resta del cos.

## Taxonomia
El nom comú de fil·loxera fa referència a tots els membres de família del fil·loxèrids. Generalment s'associen a espècies d'arbres d'interès forestal, per això, en l'accepció comuna del terme, s'indica tradicionalment l'espècie associada a la vinya. Entre el fil·loxèrids d'interès agrícola s'hi troba la fil·loxera de la perera, o Aphanostigma piri, que originàriament era endèmica de Portugal i actualment, a partir del segle xx, difosa a tota Euràsia i que va arribar fins al Japó.
La fil·loxera de la vinya va ser classificada durant la meitat del segle xix. Va ser documentada per primera vegada l'any 1856 sota el nom de Daktulosphaira vitifolia per Fitch. La nomenclatura és incerta i un poc confusa ja que el nom científic té diversos sinònims: per exemple a més de l'epítet específic correcte vitifoliae hi ha sovint el de vitifolii i, menys freqüentment el de vitifolia i un improbable vitifollii.
Els que apareixen més sovint són, per ordre de freqüència:
- Daktulosphaira vitifoliae Fitch, 1856
- Phylloxera vastatrix Planchon, 1868
- Viteus vitifoliae Shimer o Fitch, 1867[3]
- Viteus vitifolii Shimer o Fitch, 1867

P. vastatrix era el nom científic reconegut durant molt de temps. Després taxonomistes es van preferir el nom del gènere d'insectes Viteus, seguit de l'epítet específic científic que correspon a la vinya, el que va donar Viteus vitifoliae (o vitifolii segons els autors). Actualment es prefereix en la majoria de les publicacions Daktulosphaira vitifoliae, que també es va adoptar a les publicacions oficials de la Unió Europea, i està classificada a la llista d'organismes nocius presents a la Unió i rellevants per a tota la comunitat europea. Tots els altres sinònims s'utilitzen encara bastant.
Entre els altres sinònims que s'han utilitzat històricament hi ha:
- Pemphigus vitifoliae Fitch
- Dactulosphaira vitifoliae Fitch[3]
- Dactylosphaera vitifoliae Shimer
- Dactylosphaera vitifolii Fitch
- Rhyzaphis vastatrix Planchon
- Peritymbia vitisana Westwood
- Peritymbia vitifolii Fitch[3]

## Cicle biològic
La fil·loxera presenta un cicle biològic variat, amb períodes radicícoles (quan s'alimenta de les arrels) i gal·lícoles quan s'alimenta de les gal·les), partenogenètics i d'origen sexual. Al cep americà es pot produir el cicle complet, però a l'europeu només en part (radícicola), a causa del fet que li costa desenvolupar-se en la seva fulla.

### Cicle complet (gal·lícola i radicícola)
Cap al final de l'estiu el mascle fecunda la femella. Llavors la femella pon un ou (l'ou d'hivern) damunt l'escorça. Aquest s'obrirà a la primavera i en sortirà la fundatriu (una femella àptera i partenogènetica). La fundatriu s'alimenta xuclant la saba de les arrels del cep, creix i en uns vint o vint-i-cinc dies, ja esdevé adulta. Llavors fa diverses postes d'uns quants centenars d'ous a cada gal·la (aproximadament), d'on en sortiran femelles partenogenètiques (fundatrígenes) i el cicle continua així durant unes quantes generacions. Aquestes s'instal·len a les fulles i s'alimenten de la saba de les gal·les. Tot i això una part de les larves se'n va a les arrels. A cada gal·la hi ha una larva que realitzarà quatre mudes abans no sigui un exemplar adult. Els exemplars adults es van traslladant contínuament i així cada vegada s'infecta més el cep. L'última generació de femelles (sexúpara) és alada, de la qual hi ha exemplars andròfors i exemplars ginèfors. Les femelles andròfores ponen ous mascles i les ginèfores, femelles. Ponen els ous damunt les fulles dels ceps, que donaran els exemplars adults i sexuats. Aquests no s'alimenten i viuen uns dies per poder copular i, en el cas de les femelles, pondre l'ou d'hivern; després moriran. Un cop es desclogui l'ou d'hivern, la fundatriu surt i el cicle es repeteix.

### Cicle radicícola
El cicle radicícola (cicle en les arrels) és un cicle incomplet. En aquest cicle la reproducció que prospera és la partenogenètica. Les larves un cop adultes (al cap de vint o vint-i-cinc dies) fan postes d'uns cent ous. D'aquesta posta en surten altres femelles partenogenètiques, de les quals hi ha unes generacions. Aquestes també fan diverses postes i van infectant les arrels del cep. És possible que una generació sigui sexúpara i gal·lícola, però encara que les seves cries puguin reproduir-se i pondre l'ou d'hivern, la fundatriu no aconseguirà iniciar colònies gal·lícoles. Quan arriba el fred, les larves de fil·loxera hivernen i es desperten a la primavera.

## La plaga de la fil·loxera

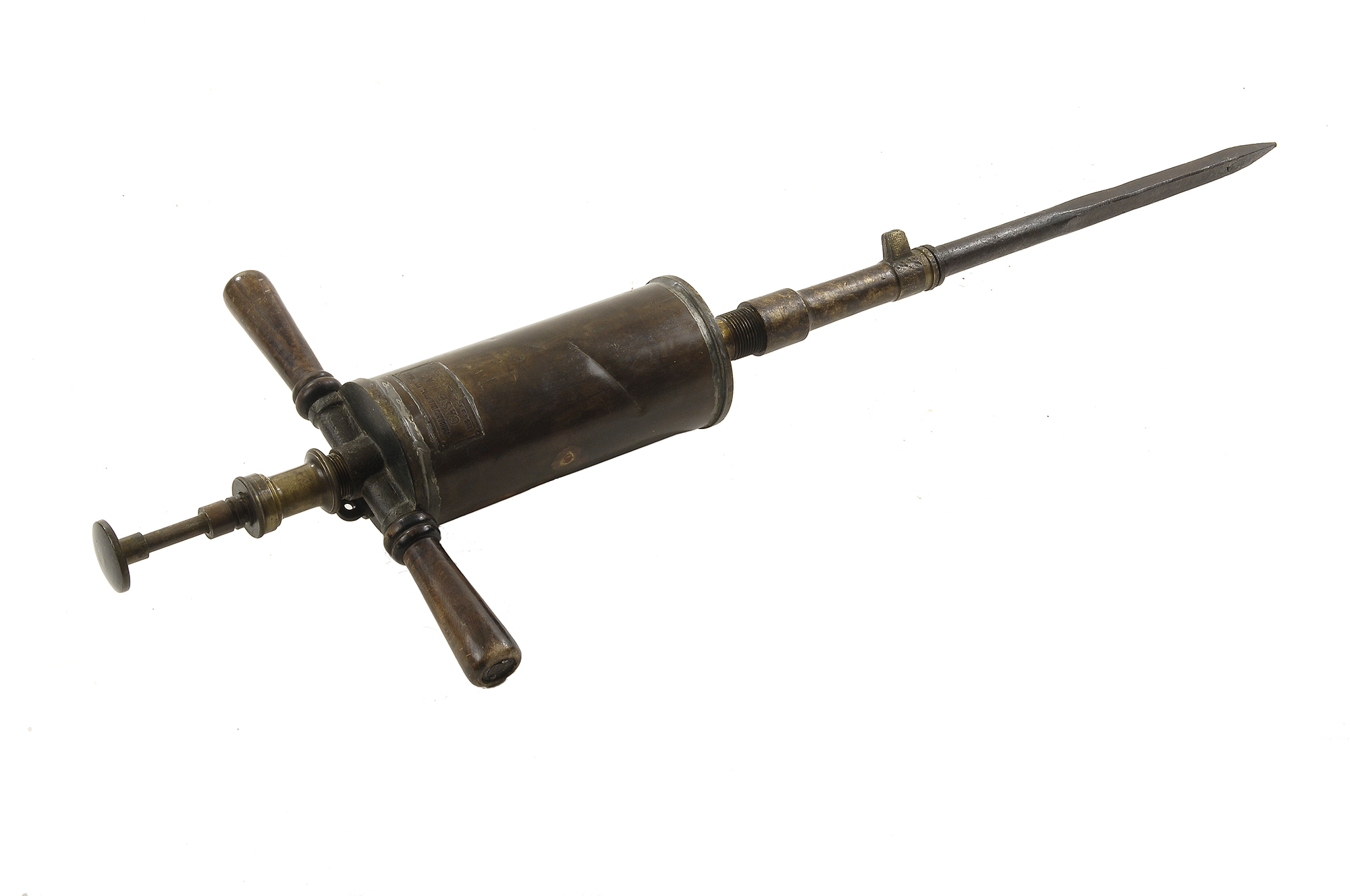
Dispositiu injector per a ensulfatar vinya. Museu Valencià d'Etnologia.

La plaga de la fil·loxera va arribar accidentalment a Europa l'any 1860 des d'un carregament de cep americà que anava cap a França, ja que aquest és immune a l'oïdi, un petit fong que produeix a les fulles una mena de cendra. La fil·loxera es va estendre ràpidament per França a causa de la gran quantitat de vinyes i la impotència dels agricultors per aturar la plaga. Així, en relativament poc temps, la plaga va escampar-se arreu d'Europa tot i els controls que es feien en l'exportació de ceps.
Al segle xix, la vinya era molt important a Catalunya. Quan es va conèixer l'existència de la plaga, es van dur a terme diferents mesures de seguretat. En una zona de seguretat trenta quilòmetres al Pirineu Oriental, totes les vinyes que resultaven infectades es cremaven per evitar que s'estengués. Entre els anys que les vinyes franceses van quedar arrasades i l'arribada de la fil·loxera, Catalunya va exportar molt de vi a bon preu. Tanmateix, la plaga no es va fer esperar. La fil·loxera arriba a Rabós d'Empordà l'any 1879, el 1893 al Penedès on va arrasar 385.000 hectàrees de vinya en vuit anys i el 1899 a la Terra Alta. Com a conseqüència, si els agricultors no van tornar a plantar les vinyes amb ceps empeltats amb varietats americanes, l'agricultura s'orientà cap a altres conreus com ara els ametllers, avellaners o cereals.
Al final del segle xix la vinya havia augmentat considerablement el seu pes econòmic a Mallorca i en alguns llocs (per exemple Felanitx o Binissalem) havia esdevingut un monocultiu. Això era afavorit per la crisi de producció que la fil·loxera havia provocat a França. L'any 1891 la plaga va arribar a Mallorca i va acabar d'enfonsar el sector vitivinícola, afectat ja per les mesures proteccionistes que s'havien adoptat a França, una vegada superada la crisi de la fil·loxera i amb les noves plantacions resistents ja en producció.
Actualment, la fil·loxera no s'ha pas pogut erradicar perquè viu a les arrels dels ceps, fet que complica molt el seu tractament amb insecticides. És per això que continua atacant les arrels dels ceps (els portaempelts americans) encara que en l'actualitat només es planten ceps europeus empeltats sobre ceps americans que toleren l'atac de la fil·loxera.

### Cronologia d'extensió de la fil·loxera
- 1863: Primera aparició a Europa a Pujaut (França). També és localitzada en un hivernacle de Hammersmith, a prop de Londres
- 1865: Segona aparició a Crau de Châteaurenard, (França)
- 1865: Primera contaminació a la vall del Douro portuguesa
- 1866: Contaminació a Floirac (França)
- 1871: Primera contaminació a Ginebra (Suïssa)
- 1872: Contaminació a França, a prop de Cognac
- 1873: Aparició a Califòrnia (EUA)
- 1874: Primera aparició a Alemanya, a prop de Bonn
- 1876: Contaminació a Orleans (França)
- 1875: Aparició a Àustria
- 1875: Contaminació a Austràlia
- 1877: Primera aparició a Màlaga
- 1878: Es contamina la regió de Borgonya. Primera aparició en terres catalanes amb una alerta a Prada del Conflent, i potser a l'Empordà[6]
- 1879: Es contamina la Catalunya Nord i l'Alt Empordà: conferències del farmacèutic Pau Oliver.[6] Aparició a Como (Itàlia)
- 1880: Dos nous focus a Itàlia (Sicília i Gènova)
- 1880: Aparició a Sud-àfrica
- 1883: Aparició al Vallès i al Maresme[6]
- 1885: Primera aparició a Algèria
- 1887: Aparició al Penedès.[6]
- 1888: Aparició al Perú
- 1891: Aparició a Mallorca[6]
- 1893: Aparició a la Conca de Barberà[7] i al Priorat[6]
- 1894: Nova contaminació a França, a la regió de Xampanya
- 1899: Primera aparició, al mes de juny, a la Rioja, al municipi de Sajazarra
- 1900: Aparició a la comarca de les Garrigues
- 1900: Aparició al Prepirineu lleidatà per la Conca de Tremp
- 1904: Tota la Rioja estaria infectada
- 1905: Aparició a Tunísia
- 1914: Aparició a la Manxúria
- 1919: Aparició al Marroc
- 1980: Aparició a Turquia

## Conseqüències econòmiques i demogràfiques a Catalunya
Per els pagesos catalans, rondava l'amenaça de que l’Estat, que teòricament els havia de protegir, li exigís el pagament íntegre dels tributs, com si el camp estigués en la seva plenitud de producció.
La tramitació dels expedients d’exempció s'acabaven fent enterns, i els propietaris de les terres veien cada cop més clar que no es resoldrien mai.
Finalment, alguns pagesos van arribar a la conclusió de que s'havia de deixar morir la vinya per poder replantar-ne una de nova, ja que tots els intents d’erradicació de la plaga van ser inútils, i la fil·loxera va seguir matant de manera implecable al llarg de tot el país.
Catalunya va aprendre de frança com calia fer la replantació de la nova vinya, ja que es requeria temps i tècnics, però es prescindia de estudis previs. Per això, es van anar a buscar mètodes a terres veínes.
Tot i que en un principi semblava que la plantació de hibrids i ceps americans era la solució, poc a poc es va anar notant que aquest era un ví insípid, sense cap gust.
A Catalunya, la fil·loxera va arribar cap a la dècada de 1880, marcant significativament el teixit social, econòmic i demogràfic de la indústria vinícola de la regió. A conseqüència d'aquesta plaga, moltes famílies vinculades a l'agricultura del vi es van veure obligades a recórrer a crèdits per superar la crisi econòmica que se'n derivava. Aquesta situació va fer augmentar més la distància social entre les classes mitjanes i les classes altes, que eren les que concedien els credits.
L'impacte de la fil·loxera va forçar moltes famílies rurals a abandonar les seves terres i buscar altres oportunitats laborals en altres llocs. Aquesta situació va provocar un desplaçament massiu de persones cap a àrees on podrien trobar altres formes d'ingressos. Tot i que la crisi de la fil·loxera no va ser l'única responsable de la transició demogràfica migració de les comunitats rurals cap a les urbanes, va contribuir significativament a accelerar-la.

## La Fil·loxera a Biure
Amb l’arribada de la fil·loxera a l'empordà, es va crear la Comisión Provincial de Defensa contra la Fil·loxera, amb la seu situada a Girona. Més tard, al 1880 ja hi havia constituida una Comisión Central de Defensa contra la Fil·loxera en el Ampurdán, amb Joan Arderius com a secretari d’aquesta comissió.
Aquesta comissió proposava una taxa d’un quart de pesseta per vessana de vinya, ja que només la comissió no podia fer front a tots els danys i gastos que suposava la plaga de Fil·loxera.
El 19 d’agost de 1888, l’alcalde en aquell temps de Viure, Josep Rocalba va informar a través d’un informe, tot el desastre que va provocar la plaga. El total de terres destruïdes era de 165 hectàrees amb 85 àrees i 55 centi àrees.
Un cop va erradicar-se la plaga de la fil·loxera, es van reunir diferents productors, tot i que també es sospitava que hi havia antics propietaris de vinyes. El cert però, és que la producció de vi realment va recuperar-se, però sense arribar als nivells d’abans de la fil·loxera.

## Com erradicar-la
1. Sistemes a base d’insecticides amb sulfur de carboni, sulfocarbonat de potassi, neolina i àcid sulfurós.
2. Intentar practicar un conreu molt acurat per enfortir els ceps.
3. Inundació de les vinyes afectades per asfixiar l’insecte. Tot i ser eficaç, és insostenible per la gran quantitat d’aigua requerida.
4. Conreu en terrenys sorrencs.
5. La més eficaç, utilització de peus de vinya americana.[2]

## Festivitats
Des de 1981, cada 7 de setembre, se celebra l'escampada de fil·loxeretes pels carrers de Sant Sadurní d'Anoia, a la comarca de l'Alt Penedès, seguida per la Festa de la Fil·loxera a la plaça de l'Església l'endemà. Es rememora així, de manera festiva, la plaga que a partir del 1887 va arrasar les vinyes fins que es va trobar una solució. Mitjançant elements de la cultura popular catalana –-gegants, capgrossos, bestiari de foc, música d'arrel tradicional–- s'evoca de manera alegre aquest episodi decisiu de la història vitivinícola catalana i es ret homenatge a la població que no només va superar un moment tan difícil, sinó que al mateix temps va posar els fonaments d'un nou producte exitós: el cava.